# Nolanomelissa toroi
Nolanomelissa toroi är en biart som beskrevs av Rozen 2003. Nolanomelissa toroi ingår i släktet Nolanomelissa och familjen grävbin. Inga underarter finns listade i Catalogue of Life.

## Bildgalleri

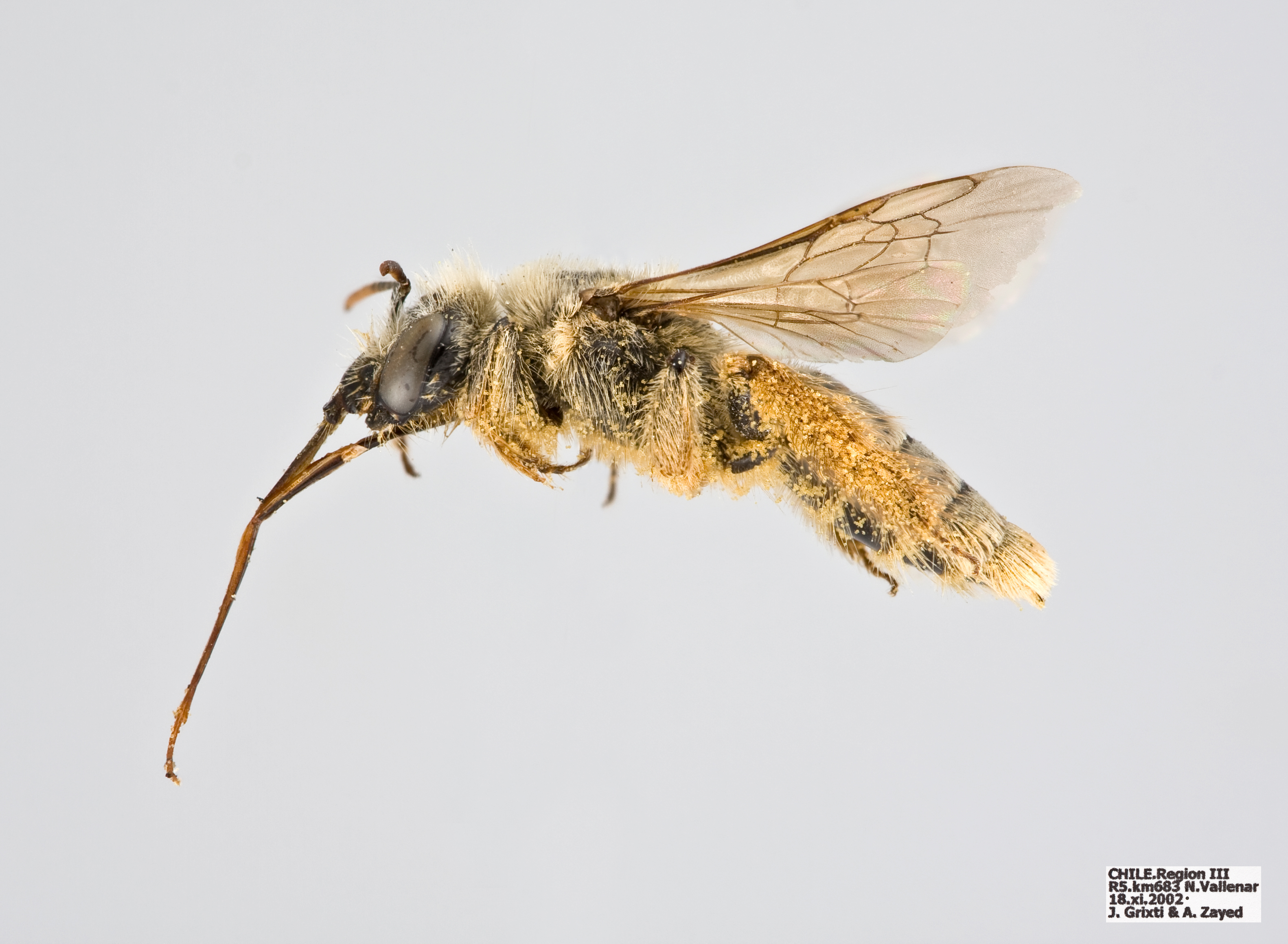